# James Gosling

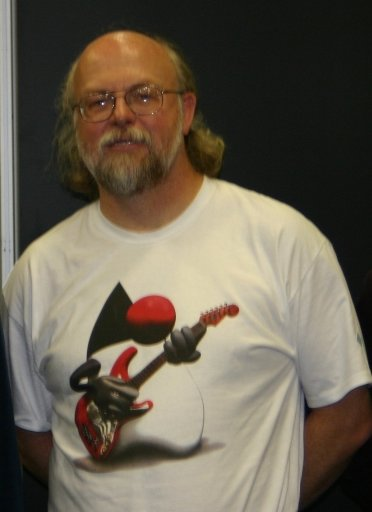
James Gosling im Sommer 2005 auf der JavaOne

James Gosling (* 19. Mai 1955 in Calgary, Alberta, Kanada) ist ein kanadischer Programmierer. Gosling ist einer der Urväter der objektorientierten und plattformunabhängigen Programmiersprache Java. Er erfand außerdem das Fenstersystem NeWS sowie den Gosling Emacs und war einer der Entwickler des Mikrocomputers Star Seven.

## Leben
Er schloss 1977 sein Informatikstudium an der University of Calgary mit einem Bachelor of Science ab und erhielt seinen Ph.D. 1983 von der Carnegie Mellon University. Der Titel seiner Dissertation ist Algebraic Constraints.
Von 1984 bis April 2010 war James Gosling bei Sun Microsystems angestellt und besetzte ab 2005 die Position des CTO der Produktentwicklergruppe.
Am 2. April 2010 hat James Gosling Sun Microsystems (inzwischen von Oracle übernommen) verlassen. Er arbeitete für einige Monate bei Google, um dann bei einem kleinen kalifornischen Unternehmen als Chief Software Architect zu arbeiten.
Seit Mai 2017 arbeitet James Gosling als Distinguished Engineer bei Amazon Web Services.

## Auszeichnungen
2007 wurde Gosling zum Officer of the Order of Canada ernannt. Dies stellt die zweite Stufe der höchsten Auszeichnung dar, die ein Zivilist in Kanada erhalten kann. 2019 wurde er Fellow des Computer History Museum.

## Publikationen
- James Gosling, David S. H. Rosenthal, Michelle J. Arden: The NeWS Book: An Introduction to the Network/Extensible Window System (Sun Technical Reference Library). Springer, 1989, ISBN 0-387-96915-2
- James Gosling, Henry McGilton: The Java language Environment: A white paper. Sun Microsystems, 1996
- James Gosling, Frank Yellin, The Java Team: The Java Application Programming Interface. Band 1: Core Packages. Addison-Wesley, 1996, ISBN 0-201-63453-8
- James Gosling, Frank Yellin, The Java Team: The Java Application Programming Interface. Band 2: Window Toolkit and Applets. Addison-Wesley, 1996, ISBN 0-201-63459-7
- James Gosling, Bill Joy, Guy L. Steele Jr.: The Java Language Specification. Addison-Wesley Publishing Company, 1996, ISBN 0-201-63451-1
- Ken Arnold, James Gosling: The Java programming language. Addison-Wesley, 1996, ISBN 0-201-63455-4
- Ken Arnold, James Gosling: The Java programming language. 2. Auflage, Addison-Wesley, 1997, ISBN 0-201-31006-6
- Ken Arnold, James Gosling, David Holmes: The Java Programming Language. 3. Auflage, Addison-Wesley Professional, 2000, ISBN 0-201-70433-1
- Gregory Bollella (Editor), Benjamin Brosgol, James Gosling, Peter Dibble, Steve Furr, David Hardin, Mark Turnbull: The Real-Time Specification for Java. Addison-Wesley Longman, 2000, ISBN 0-201-70323-8
- James Gosling, Bill Joy, Guy L. Steele Jr., Gilad Bracha: The Java Language Specification. 2. Auflage, Addison-Wesley, 2000, ISBN 0-201-31008-2
- James Gosling, Bill Joy, Guy L. Steele Jr., Gilad Bracha: The Java Language Specification. 3. Auflage, Addison-Wesley Professional, 2005, ISBN 0-321-24678-0
- Ken Arnold, James Gosling, David Holmes: The Java Programming Language. 4. Auflage, Addison-Wesley Professional, 2005, ISBN 0-321-34980-6